# Казимиров Віталій Петрович
Віта́лій Петро́вич Казими́ров — старший сержант МВС України, учасник російсько-української війни.

## Нагороди
За особисту мужність і героїзм, виявлені у захисті державного суверенітету та територіальної цілісності України, вірність військовій присязі під час бойових дій та при виконанні службових обов'язків, відзначений —
- 13 серпня 2015 року —

нагороджений орденом «За мужність» III ступеня.